# The Puppet Masters
The Puppet Masters is een Amerikaanse sciencefiction-horrorfilm uit 1994 onder regie van Stuart Orme. Het verhaal is gebaseerd op dat uit het gelijknamige boek van Robert A. Heinlein (1951), hoewel het op details verschilt. De productie werd genomineerd voor de Saturn Award voor beste sciencefictionfilm.

## Verhaal
Wanneer er in een landelijk gebied in de Verenigde Staten een UFO neerstort, zijn drie tienerjongens er als eerste bij om te gaan kijken. Namens de regering komt een team bestaand uit Andrew Nivens (Donald Sutherland), zijn zoon Sam Nivens (Eric Thal), Jarvis (Richard Belzer) en Mary Sefton (Julie Warner) bekijken wat er klopt van de UFO-melding. Ze zijn er vlot over uit dat de 'vliegende schotel' die ze aantreffen, niets meer is dan een vluchtig door mensenhanden gemaakt bouwsel. De jongens die als eerste bij het neergestorte object waren, gedragen zich niettemin vreemd naar de zin van het team, evenals de mensen die van die jongens voor een dollar per persoon in het ruimteschip zijn gaan kijken. Iets klopt er niet en de zelfgefabriceerde vliegende schotel staat er om iets anders te verbergen. Mary neemt de proef op de som wanneer het team haar bevindingen gaat bespreken bij de plaatselijke autoriteiten. Ze knoopt haar blouse half open en buigt voorover naar de commissaris, maar die geeft daarop geen enkele reactie. Wanneer hij doorkrijgt dat hij getest wordt, trekt hij zijn geweer. Sam overmeestert hem en onthult daarbij een kwalachtig wezen, dat zich onder zijn blouse aan het lichaam van de commissaris gehecht heeft en hem in zijn macht lijkt te hebben. Het team maakt dat het wegkomt uit het plaatsje, waar tal van mensen zich al net zo gedragen als de commissaris. Het neemt de gedode kwalachtige mee voor onderzoek.
De kwalachtige blijkt een buitenaardse parasiet. Het hecht zich aan de rug van een slachtoffer en dringt met één tentakel de ruggenwervel binnen en met een ander de neocortex. Zodoende krijgt het wezen volledige controle over zijn gastheer. Eenmaal overgenomen gastlichamen worden gebruikt om andere potentiële gastlichamen te lokken en over te laten nemen door hun nageslacht. Omdat de parasieten zich solitair en in enkele seconden kunnen voortplanten op de ruggen van hun gastlichamen, neemt het aantal overgenomen mensenlichamen sinds de landing exponentieel toe. Aan het uiterlijk van de overgenomen mensen is bovendien niets te zien zolang hun rug niet ontbloot wordt. Daardoor is het voor Nivens en zijn mensen lastig te bepalen wie te vertrouwen met plannen voor een tegenaanval. Uit radarbeelden blijkt dat overgenomen lichamen warmer zijn dan die van gewone mensen, zodat ze in ieder geval kunnen bepalen waar de buitenaardse invasie zich concentreert en hoe snel die zich uitbreidt. Het team gaat vervolgens op zoek naar een manier om de wezens onschadelijk te maken zonder daarbij de duizenden gastlichamen te doden, voordat de invasie wereldwijd wordt.

## Rolverdeling
| Acteur               | Personage         |
| -------------------- | ----------------- |
| Donald Sutherland    | Andrew Nivens     |
| Eric Thal            | Sam Nivens        |
| Julie Warner         | Mary Sefton       |
| Keith David          | Alex Holland      |
| Will Patton          | Dr. Graves        |
| Richard Belzer       | Jarvis            |
| Tom Mason            | President Douglas |
| Yaphet Kotto         | Ressler           |
| Gerry Bamman         | Viscott           |
| Sam Anderson         | Culbertson        |
| J. Patrick McCormack | Gidding           |
| Marshall Bell        | General Morgan    |
| Nicholas Cascone     | Greenberg         |
| Bruce Jarchow        | Barnes            |
| Benjamin Mouton      | Higgins           |
| David Pasquesi       | Vargas            |
| Andrew Robinson      | Hawthorne         |
| Benj Thall           | Jeff              |
| Bo Sharon            | Casey             |
| Nick Browne          | Mike              |
| Donna Garrett        | Miss Haines       |
| Dale Dye             | Brande            |
| John C. Cooke        | Lt. Abbey         |
| Michael Shamus Wiles | Capt. Earley      |
| Evan C. Morris       | Danny             |
| Alexa Jago           | Wendy Markham     |
| Eric Briant Wells    | Vince Hayward     |